# Marja Björk
Pour les articles homonymes, voir Björk (homonymie).
Marja Björk, née en 1958 à Lieksa, est une écrivaine et juriste finlandaise,.

## Biographie
Marja Björk habite Lieksa jusqu'en 1980, depuis elle habite le quartier du Kallio à Helsinki.

## Œuvres
- (fi) Posliini, Helsinki, éditions Like, 2008 (ISBN 978-952-01-0169-5)
- (fi) Puuma, Helsinki, éditions Like, 2010 (ISBN 978-952-01-0494-8)
- (fi) Prole, Helsinki, éditions Like, 2012 (ISBN 978-952-01-0755-0)
- (fi) Poika, Helsinki, éditions Like, 2013 (ISBN 978-952-01-0898-4)
- (fi) Mustalaisäidin kehtolaulu, Helsinki, éditions Like, 2014 (ISBN 978-952-01-0898-4)

## Récompenses
- 2014, Prix Nuori Aleksis pour Poika
- 2012, Prix Vuoden kynä